# Insolvenzrecht (Österreich)
Das Insolvenzrecht Österreichs ist in der Insolvenzordnung, in der Anfechtungsordnung und im Insolvenzrechtseinführungsgesetz geregelt.

## Österreichische Insolvenzgeschichte
Die Entwicklung des Österreichischen Insolvenzerechtes erstreckt sich zurück bis ins 18. Jahrhundert. Es entwickelte sich unter dem Einfluss des spanischen Rechtes („Labyrinthus creditorum“ des Franciscus Salgado de Somoza aus 1651) und stellte statt der Eigenmacht der Gläubiger die Gerichtsgewalt in den Vordergrund. Damals war der Konkurs in zahlreiche Prozesse aufgelöst, jeder Gläubiger musste seine Forderungen mittels Klage geltend machen. Ein einziger solcher Rechtsstreit konnte den Konkurs jahrelang aufhalten. Diesem System folgten in Österreich 1781 die Josephinische und 1786 die Westgalizische Gerichtsordnung. Das französische Konkursrecht, welches die Grundsätze der Gläubigergemeinschaft betonte, gilt als Vorbild der österreichischen Concursordnung von 1868. Da dieses System aber unbefriedigende materielle Ergebnisse erbrachte, wurde 1912 bis 1914 eine tiefgreifende Reform vorgenommen, welche zu einer weiteren Stärkung der Gerichtsherrschaft führte. Das heutige österreichische Insolvenzrecht basiert nach wie vor auf den Insolvenzgesetzen vom Dezember 1914 RGBl. 337/1914, die mit 1. Jänner 1915 in Kraft traten. Seither gab es über 50 Novellen dieser Gesetze, deren wichtigste die Novellen 1981 (Abschaffung der Konkursklassen), 1993 (Einführung des Schuldenregulierungsverfahrens ab 1. Jänner 1995) und 2010 (Aufhebung der Ausgleichsordnung und Schaffung eines einheitlichen Verfahrensgebäudes im Rahmen der Insolvenzordnung (IO)) waren.

## Insolvenzverfahren

### Allgemeines
Das Insolvenzverfahren hat ursprünglich die Liquidation des insolventen Rechtsträgers zum Ziel. Sämtliches Vermögen des Schuldners soll zu Geld gemacht und dieses unter allen Gläubigern gleichmäßig aufgeteilt werden. Neben dieser Verwertungsfunktion des Insolvenzverfahrens trat im ausgehenden 19. Jahrhundert die Sanierungsfunktion mit dem Ziel, Unternehmen durch teilweise Entschuldung zu sanieren und in den Wettbewerb wieder zu integrieren. Diese Form der Sanierung erfolgt durch Ausgleich oder Zwangsausgleich und seit 1. Juli 2010 durch einen Sanierungsplan, der an deren Stelle getreten ist. Als drittes und jüngstes Ziel ist die Entschuldung natürlicher Personen im Rahmen des Schuldenregulierungsverfahrens seit 1995 zu nennen.
Es sind sowohl der Schuldner selbst als auch jeder Gläubiger legitimiert, einen Antrag auf Eröffnung eines Insolvenzverfahrens zu stellen. Die Eröffnung eines Insolvenzverfahrens bewirkt auch eine Prozess- und Exekutionssperre, sämtliche Gläubiger müssen sich zur Durchsetzung ihrer Forderungen am Insolvenzverfahren beteiligen. Der Schuldner verliert mit Eröffnung eines Insolvenzverfahrens in Form des Sanierungsverfahrens ohne Eigenverwaltung oder des Konkurses seine Verwaltungs- und Verfügungsbefugnis über sein Vermögen. Rechtshandlungen des Schuldners über sein Vermögen sind dadurch unwirksam.

### Verfahrensarten nach IRÄG2010
Das neue, am 1. Juli 2010 in Kraft getretene Insolvenzrecht, das in der Insolvenzordnung (IO) geregelt ist, kennt folgende Verfahrensarten:
- Sanierungsverfahren mit Eigenverwaltung §§ 169 ff. IO
- Sanierungsverfahren ohne Eigenverwaltung §§ 166 ff. IO
- Konkursverfahren §§ 180 f. IO
- Schuldenregulierungsverfahren §§ 181 ff. IO

#### Sanierungsverfahren mit Eigenverwaltung
Das Sanierungsverfahren kann nur vom Schuldner selbst beantragt werden. Auf Grund der Eigenverwaltung ist es dem Unternehmer möglich, weiterhin Rechtshandlungen zu tätigen, die jedoch unter der Aufsicht eines durch das Gericht bestellten Sanierungsverwalters stehen. Damit es überhaupt zu einem Sanierungsplan mit Eigenverwaltung kommen kann, muss dieser schon vor Eröffnung des Insolvenzverfahrens vorgelegt werden. Dabei hat der Schuldner anzubieten, mindestens 30 % seiner Verbindlichkeiten innerhalb von 2 Jahren zurückzuzahlen. Weiters muss die Mehrheit der Gläubiger dem Sanierungsplan zustimmen, wobei es sich um eine Kopf- und Summenmehrheit der anwesenden Gläubiger handelt.
Die dafür zuständige Institution ist das Landesgericht bzw. in Wien das Handelsgericht.

#### Sanierungsverfahren ohne Eigenverwaltung
Liegen die Voraussetzungen für die Eigenverwaltung nicht vor, so kann dennoch ein Sanierungsverfahren vom Schuldner beantragt und vom Gericht eröffnet werden. Es handelt sich hier inhaltlich um ein Konkursverfahren, bei dem jedoch schon von Anfang an feststeht, dass der Schuldner einen Sanierungsplan mit einer Mindestquote von 20 % zahlbar innerhalb von 2 Jahren anbietet. In diesem Verfahren wird vom Gericht ein Masseverwalter bestellt, der die Kontrolle über das Sanierungsverfahren innehat. Wie beim Sanierungsverfahren mit Eigenverwaltung ist die Zustimmung der Mehrheit aller bei der Tagsatzung anwesenden Gläubiger (Kopf- und Summenmehrheit) erforderlich.

#### Konkursverfahren
Wird kein Sanierungsplan durch den Schuldner vor Eröffnung des Insolvenzverfahrens vorgelegt, dann eröffnet das Insolvenzgericht einen Konkurs mit Insolvenzverwalter. Dieser ist grundsätzlich zur Fortführung des Unternehmens verpflichtet. Die Zahlungsunfähigkeit bzw. Überschuldung ist Voraussetzung für das Konkursverfahren, genauso wie das Vorliegen von kostendeckendem Vermögen. Der Antrag kann sowohl vom Schuldner selbst, als auch vom Gläubiger eingebracht werden.
Auch in einem solchen Fall gilt eine Verwertungssperre bis zur Abhaltung der sog. Berichtstagsatzung, bei der über die Sanierung des Unternehmens beraten wird, und bei der dem Schuldner die Möglichkeit eingeräumt wird, binnen 14 Tagen einen Sanierungsplan den Gläubigern vorzulegen, dessen Mindestquote 20 % betragen muss.
Erst wenn der Schuldner dann keinen Sanierungsplan vorlegt, hat der Masseverwalter die Verwertung des Unternehmens in Angriff zu nehmen, das möglichst als Ganzes oder zumindest teilweise als funktionierendes Unternehmen verkauft wird, da ein lebendes Unternehmen bessere Verwertungserlöse erzielt. Findet sich kein Käufer, dann hat der Masseverwalter das Unternehmen zu liquidieren. Er verwertet dann alle körperlichen und unkörperlichen Gegenstände und bezahlt daraus vorrangig die Masseforderungen, die zur Gänze zu befriedigen sind. Masseforderungen sind gem. § 46 IO die nach Insolvenzeröffnung entstandenen Verbindlichkeiten (z. B. Strom, Gas, Dienstnehmer etc.). Erst wenn alle Masseforderungen zur Gänze bezahlt sind, kann der Insolvenzverwalter Quoten an die Insolvenzgläubiger ausschütten.

#### Schuldenregulierungsverfahren
Das Schuldenregulierungsverfahren ermöglicht dem privaten Schuldner eine Entschuldung von seinen Verbindlichkeiten mittels Zahlungsplan und bei dessen Scheitern mittels Abschöpfungsverfahren.
Handelt es sich beim Schuldner um eine natürliche Person, die kein Unternehmer ist, dann kann den Gläubigern ein Zahlungsplan angeboten werden. Im Zahlungsplan unterliegt der Schuldner zwar keiner Mindestquote, wie beispielsweise beim Sanierungsplan, jedoch muss die angebotene Quote hinsichtlich der Einkommenssituation der nächsten fünf Jahre angemessen sein (§ 194 Abs. 1 IO).
Für den Abschluss eines Zahlungsplans ist die Zustimmung der Mehrheit der anwesenden Gläubiger nötig, wobei es sich wieder sowohl um eine Kopf-, als auch um eine Summenmehrheit handeln muss. Die Zahlungsfrist hat eine maximale Dauer von 7 Jahren (eine kürzere Frist kann jedoch vereinbart werden), wobei die entsprechenden Teilquoten üblicherweise monatlich fällig werden. Dem Schuldner steht mindestens eine Nachfrist von 14 Tagen zu.
Das gesamte Vermögen des Schuldners muss verwertet worden sein.
Scheitert der angebotene Zahlungsplan an der mangelnden Mehrheit der Zustimmung der anwesenden Gläubiger, kommt es zum Abschöpfungsverfahren. Im Abschöpfungsverfahren werden alle pfändbaren Teile des Einkommens an einen vom Gericht bestellten Treuhänder abgetreten. Mit Inkrafttreten des Insolvenzrechtsänderungsgesetzes (IRÄG) 2017 wurde die Frist des Abschöpfungsverfahrens von sieben auf fünf Jahre verkürzt. Weiters muss der Schuldner keine Mindestquote mehr an die Gläubiger erbringen. Das Gericht hat gem. § 213 Abs. 1 IO mit Ende der Laufzeit der Abtretungserklärung die Restschuldbefreiung des Schuldners auszusprechen.

### Änderungen durch das IRÄG 2017
Das Insolvenzrechtsänderungsgesetz [IRÄG] 2017, das mit 1. November 2017 in Kraft trat, sieht eine tiefgreifende Änderung des Abschöpfungsverfahrens vor, wonach die Dauer des Abschöpfungsverfahrens von sieben auf fünf Jahre gekürzt und die seit 1995 geltende Mindestquote von 10 % abgeschafft wird. Im Gegenzug werden hierbei den Schuldnern neue Pflichten und Obliegenheiten auferlegt. Darunter fällt die Verpflichtung, Vermögen, welches der Schuldner als Gewinn in einem Glücksspiel erwirbt, abzutreten (§210 Abs. 1 Z 2 IO) sowie die Verpflichtung, dem Gericht mind. einmal im Jahr Auskunft über seine Bemühungen um eine Erwerbstätigkeit zu erteilen (§210 Abs 1. Z 5 a IO). Ziel der Auferlegung von Obliegenheiten ist es, nur dem redlichen Schuldner die Restschuldbefreiung zu gewähren.

### Eröffnung des Verfahrens

#### Voraussetzungen
- Die Zahlungsunfähigkeit des Schuldners, wobei für die Sanierungsverfahren schon die drohende Zahlungsunfähigkeit und bei juristischen Personen überhaupt schon die Überschuldung ausreicht.
- Die Eröffnung des Verfahrens hat auf Antrag des Schuldners oder eines Gläubigers zu erfolgen.
- Der Schuldner muss über kostendeckendes Vermögen verfügen oder wenn dies nicht der Fall ist, ist ein Betrag zur Deckung der Verfahrenskosten, der durch den Antragsteller vorschussweise zur Verfügung gestellt wird, zu leisten. Dieser Kostenvorschuss hat jedenfalls das Mindesthonorar des Insolvenzverwalters und Barauslagen abzudecken.

#### Wirkungen
- Die Rechtswirkungen der Eröffnung eines  Insolvenzverfahrens beginnen mit dem Tag, der der öffentlichen Bekanntmachung des Inhalts des Insolvenzedikts folgt. Die Veröffentlichung geschieht durch die Aufnahme in die Insolvenzdatei[6], die als ausschließliches Bekanntmachungsorgan im Insolvenzverfahren dient und daher neben Verfahrenseröffnungen auch Informationen und Daten zum Verfahren selbst beinhaltet.
- Das ganze Vermögen des Schuldners, das der Exekution unterworfen ist, wird seiner freien Verfügung entzogen. Nur im Sanierungsverfahren mit Eigenverantwortung wird dem Schuldner gewährt auch während des Verfahrens weiterhin Rechtshandlungen selbst zu tätigen, wobei er jedoch unter der Aufsicht eines Sanierungsverwalters steht. Im Konkursverfahren und im Sanierungsverfahren ohne Eigenverwaltung wird ein Masseverwalter vom Gericht bestellt, der die Verwaltungstätigkeit wahrnimmt.
- Durch den Beschluss über die Verfahrenseröffnung werden anhängige Verfahren ex lege unterbrochen und können erst wieder nach Ablehnung der Forderungsanerkennung durch den Insolvenzverwalter fortgesetzt werden. Neben der Prozesssperre wird auch eine Exekutionssperre bewirkt, wodurch sich sämtliche Gläubiger zur Durchsetzung ihrer Forderungen am Verfahren beteiligen müssen.
- In Fällen, in denen ein Masseverwalter bestellt wird, wird der Schuldner mit einer Postsperre belegt, sodass die gesamte Post an den Masseverwalter geht.

### Ablauf des Verfahrens

#### Forderungsanmeldung
Sämtliche Gläubiger haben ihre Forderungen innerhalb der Anmeldefrist bei Gericht anzumelden. Im Insolvenzverfahren besteht kein Anwaltszwang, weshalb es in der Praxis auf Gläubigerseite häufig zu einer Vertretung durch die bevorrechteten Gläubigerschutzverbände KSV, AKV, ÖVC (Österreichischer Verband Creditreform) und ISA (Insolvenzschutzverband für Arbeitnehmerinnen/Arbeitnehmer) kommt.
Eine Anmeldung hat den Betrag der Forderung, den Rechtsgrund der Forderung, sowie die Benennung der jeweiligen Beweismittel zu enthalten. In der Prüfungstagsatzung hat der Insolvenzverwalter die Möglichkeit die angemeldeten Forderungen entweder anzuerkennen oder zu bestreiten. Im Falle einer Bestreitung kann der Gläubiger der bestrittenen Forderung die Feststellung als Insolvenzforderung mittels Feststellungsurteil geltend machen.
Wurde die Anmeldefrist verpasst und daher die Forderung nicht rechtzeitig angemeldet, kann diese aber trotzdem nachträglich angemeldet werden. Jedoch ist eine nachträgliche Prüfungstagsatzung nötig, deren Kosten von diesem Gläubiger zu tragen sind, sofern keine Umstände vorliegen, die eine frühere Anmeldung verhinderten (§ 107 IO).
Kommt es zur rechtskräftigen Bestätigung eines Sanierungsplanes, haben sämtliche Gläubiger Anspruch auf die Sanierungsplanquote, auch derjenige der seine Forderung nicht angemeldet hat.

#### Gläubigerversammlungen
Die starke Einbindung der Gläubiger in das Insolvenzverfahren zeigt sich unter anderem darin, dass in der IO eine Vielzahl von Gläubigerversammlungen vorgesehen sind. Die Gläubigerversammlung wird vom Gericht einberufen und geleitet. Sie ist insbesondere einzuberufen, wenn es vom Insolvenzverwalter, vom Gläubigerausschuss oder von wenigstens zwei Insolvenzgläubigern, deren Forderungen nach Schätzung des Gerichts ein Viertel der Insolvenzforderungen erreichen, unter Angabe des Verhandlungsgegenstandes beantragt wird.
Folgende Gläubigerversammlungen werden von der IO angeordnet:
- Erste Gläubigerversammlung: Sie hat grundsätzlich innerhalb der ersten 14 Tage ab Eröffnung des Verfahrens stattzufinden. Dabei hat der Insolvenzverwalter einen ersten Bericht abzugeben, beispielsweise über die wirtschaftliche Lage oder ob der Sanierungsplan erfüllbar ist.
- Berichtstagsatzung: Sie ist spätestens nach 90 Tagen ab Eröffnung abzuhalten und kann auch anstatt die ersten Gläubigerversammlung treten. Es ist über die weitere Vorgangsweise zu entscheiden.
- Prüfungstagsatzung: Der Insolvenzverwalter gibt Erklärungen über die Richtigkeit der Forderungen ab, indem er sie zur Gänze oder nur teilweise anerkennt bzw. bestreitet.
- Sanierungsplantagsatzung: Dabei wird über den angebotenen Sanierungsplan abgestimmt.
- Zahlungsplantagsatzung: Es wird über den Zahlungsplan einer natürlichen Person im privaten Schuldenregulierungsverfahren abgestimmt.
- Abschöpfungstagsatzung: Scheitert der angebotene Zahlungsplan, dann wird das Abschöpfungsverfahren bei rechtzeitiger Antragstellung eingeleitet, worüber in einer eigenen Tagsatzung zu entscheiden ist.
- Rechnungslegungstagsatzung: Der Insolvenzverwalter hat Rechnung zu legen und diese auch zu erläutern. Sowohl Schuldner als auch Gläubiger sowie die Mitglieder des Gläubigerausschusses sind berechtigt diese Rechnungslegung zu bemängeln.

#### Verwaltung und Verwertung der Insolvenzmasse
Der Insolvenzverwalter hat alle für die Entscheidung der Gläubiger maßgeblichen Umstände, wie u. a. die wirtschaftliche Lage, die bisherige Geschäftsführung, die Ursache des Vermögensverfalls zu prüfen. Zu seinen weiteren Aufgaben gehört es den Massestand zu ermitteln und die Aktiva sicherzustellen.
Jedenfalls zu einer Verwertung der Insolvenzmasse kommt es bei einem Schuldenregulierungsverfahren, da in diesem Verfahren der Schuldner über kein Vermögen mehr verfügen darf.

#### Verteilung an die Gläubiger
Die Höhe und der Zeitpunkt der Ausschüttung der Quote hängen vom Verfahrensablauf ab. Die Quote entspricht dem rechtskräftig bestätigtem Sanierungs- oder Zahlungsplan. Ohne einen solchen Sanierungs- oder Zahlungsplan richtet sich die Quote nach dem Bericht des Insolvenzverwalters.

#### Steuerliche Behandlung von Insolvenzverlusten
Im März 2017 musste sich der Verwaltungsgerichtshof mit der Frage auseinandersetzen, wann Vermögensverluste aus einem Insolvenzverfahren genau geltend gemacht werden dürfen. Dabei wurde grundsätzlich festgestellt, dass Verluste erst nach ihrem endgültigen Eintreten absetzbar sind und somit erst nach Abschluss des Insolvenzverfahrens geltend gemacht werden dürfen.

## Daten
(Quelle: KSV.at)
|                                                                      | 2012       | 2013       | 2014       | Änderung von 2013 auf 2014 | 2015      | Änderung von 2014 auf 2015 | 2016      | Änderung von 2015 auf 2016 | 2017    | Änderung von 2016 auf 2017 | 2018      | Änderung von 2017 auf 2018 | 2019      | Änderung von 2018 auf 2019 |
| -------------------------------------------------------------------- | ---------- | ---------- | ---------- | -------------------------- | --------- | -------------------------- | --------- | -------------------------- | ------- | -------------------------- | --------- | -------------------------- | --------- | -------------------------- |
| Unternehmensinsolvenzen                                              |            |            |            |                            |           |                            |           |                            |         |                            |           |                            |           |                            |
| Eröffnete Insolvenzen                                                | 3.505      | 3.266      | 3.275      | +0,3 %                     | 3.115     | −4,9 %                     | 3.163     | +1,5 %                     | 3.025   | −4,4 %                     | 2.985     | −1,3 %                     | 3.044     | +2,0 %                     |
| mangels kostendeckenden Vermögens nicht eröffnete Insolvenzverfahren | 2.536      | 2.193      | 2.148      | −2,1 %                     | 2.035     | −5,3 %                     | 2.063     | +1,4 %                     | 2.054   | −0,4 %                     | 1.995     | −2,9 %                     | 1.974     | −1,1 %                     |
| Gesamtinsolvenzen                                                    | 6.041      | 5.459      | 5.423      | −0,7 %                     | 5.150     | −5,0 %                     | 5.226     | +1,5 %                     | 5.079   | −2,8 %                     | 4.980     | −1,9 %                     | 5.018     | +0,8 %                     |
| Geschätzte Insolvenzverbindlichkeiten in EUR                         | 3,2 Mrd.   | 6,3 Mrd.   | 2,9 Mrd.   | −54,0 %                    | 2,4 Mrd   | −17,2 %                    | 2,9 Mrd   | +20,8 %                    | 1,9 Mrd | −35,0 %                    | 2,1 Mrd   | +11,2 %                    | 1,7 Mrd   | −18,1 %                    |
| Betroffene Dienstnehmer                                              | 23.300     | 31.800     | 20.900     | −34,3 %                    | 21.800    | +4,3 %                     | 19.200    | −11,9 %                    | 16.300  | −15,1 %                    | 19.000    | +16,6 %                    | 17.200    | −9,5 %                     |
| Betroffene Gläubiger                                                 | 78.500     | 85.700     | 76.000     | −11,3 %                    | 64.700    | −14,9 %                    | 58.800    | −9,1 %                     | 75.100  | +27,7 %                    | 60.800    | −19,0 %                    | 60.000    | −1,3 %                     |
| außergerichtliche Ausgleiche                                         | 6          | 11         | 3          | −72,7 %                    | 1         | −66,7 %                    | k. A.     | k. A.                      | k. A.   | k. A.                      | k. A.     | k. A.                      | k. A.     | k. A.                      |
| Privatkonkurse                                                       |            |            |            |                            |           |                            |           |                            |         |                            |           |                            |           |                            |
| Eröffnete Schuldenregulierungsverfahren                              | 9.523      | 9.022      | 8.414      | −6,7 %                     | 8.829     | +4,9 %                     | 8.011     | −9,3 %                     | 6.921   | −13,6 %                    | 10.054    | +45,3 %                    | 9.456     | −5,9 %                     |
| Geschätzte Insolvenzverbindlichkeiten in EUR                         | 1.229 Mio. | 1.137 Mio. | 1.098 Mio. | −3,4 %                     | 1.141 Mio | +3,7 %                     | 1.030 Mio | −9,7 %                     | 980 Mio | −4,9 %                     | 1.892 Mio | +93,1 %                    | 1.399 Mio | −26,1 %                    |

| Unternehmen                                                                   | Bundesland | Verfahrensart                  | Eröffnungs Jahr | Passiva in Mio. EUR |
| ----------------------------------------------------------------------------- | ---------- | ------------------------------ | --------------- | ------------------- |
| ALPINE Bau-GmbH                                                               | Wien/OÖ    | Konkurs                        | 2013            | 3.500               |
| KONSUM Firmengruppe                                                           | Wien       | Ausgleich                      | 1995            | 1.889               |
| A-Tec Industries Gruppe                                                       | Wien/Graz  | Sanierungsverfahren u. Konkurs | 2010            | 980                 |
| Maculan-Konzern, Österreich                                                   | Wien       | Ausgleich u. Konkurs           | 1996            | 799                 |
| ACTIV Solar GmbH                                                              | Wien       | Konkurs                        | 2016            | 500                 |
| LIBRO AG                                                                      | NÖ         | Ausgleich u. Konkurs           | 2001/02         | 349                 |
| Steiner-Gruppe                                                                | OÖ         | Konkurs                        | 2001            | 342                 |
| CBA Spielapparate- und Restaurantbetriebs GmbH (bis 2004 Concord Card Casino) | Wien       | Konkurs                        | 2016            | 322                 |
| AvW Gruppe AG; AvW Invest AG                                                  | Kärnten    | Konkurs                        | 2010            | 291                 |
| Zielpunkt GmbH                                                                | Wien       | Konkurs                        | 2015            | 237                 |

| Insolvenzursachen             | 2000 | 2005 | 2011 | 2012 | 2013 | 2014 | 2015 |
| ----------------------------- | ---- | ---- | ---- | ---- | ---- | ---- | ---- |
| 1. innerbetriebliche Ursachen | 33 % | 38 % | 53 % | 50 % | 47 % | 51 % | 51 % |
| 2. Fahrlässigkeit             | 27 % | 22 % | 11 % | 14 % | 17 % | 15 % | 11 % |
| 3. externe Auslöser           | 11 % | 13 % | 16 % | 14 % | 16 % | 15 % | 15 % |
| 4. Kapitalmangel              | 19 % | 13 % | 11 % | 13 % | 10 % | 9 %  | 9 %  |
| 5. persönliches Verschulden   | 7 %  | 10 % | 6 %  | 6 %  | 7 %  | 7 %  | 9 %  |
| 6. Sonstige                   | 3 %  | 4 %  | 3 %  | 3 %  | 3 %  | 3 %  | 5 %  |

| Insolvenzursachen                            | 2019   |
| -------------------------------------------- | ------ |
| 1. Operative Ursachen                        | 42,6 % |
| 2. Gründungsfehler                           | 20,9 % |
| 3. Persönliches Verschulden – Fahrlässigkeit | 16,6 % |
| 4. Strategische Ursachen                     | 10,3 % |
| 5. Unbeherrschbare Umstände                  | 6,8 %  |
| 6. Externe Vorkommnisse                      | 2,8 %  |